# Кислородный концентратор
Кислородный концентратор — аппарат для выделения молекул кислорода из окружающей атмосферы, их концентрации и выдачи в виде потока чистого кислорода.
Используется при кислородной терапии — пациенту подаётся кислород в более высокой концентрации, чем в атмосферном воздухе. Используется как альтернатива сжатому кислороду, так как более безопасен и менее дорог в расчёте на литр.

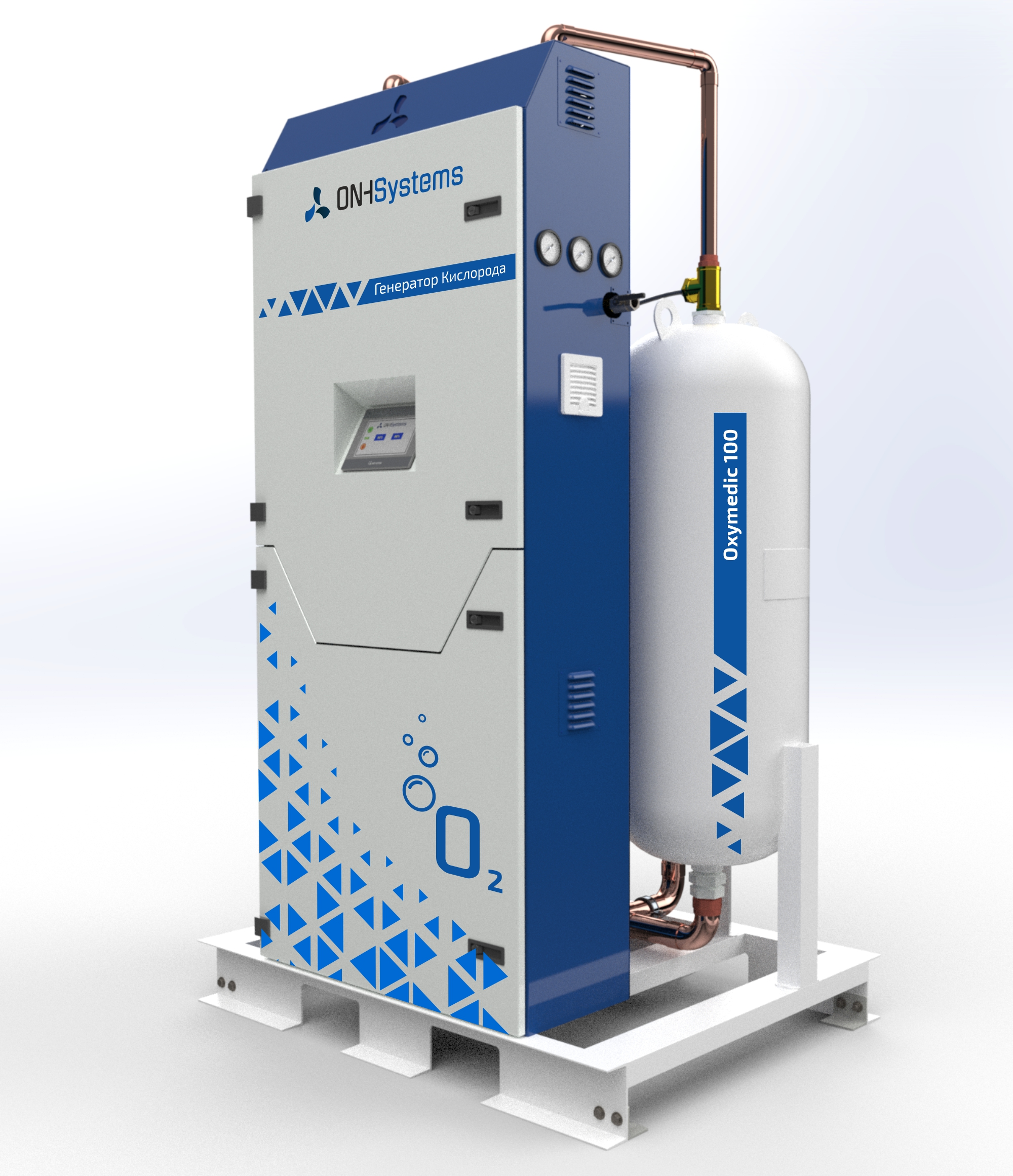
Адсорбционный генератор кислорода

## Принцип работы
Принцип работы кислородного концентратора таков: он состоит из двух цилиндров, комнатный воздух проходит сквозь находящуюся внутри цилиндров сеть из шариков цеолита — «молекулярное сито», которое задерживает молекулы азота и пропускает молекулы кислорода. В результате чего кислородный концентратор вырабатывает 95 % кислородную смесь.
Скорость поставки кислорода в самых популярных моделях составляет в среднем от 3 до 5 литров в минуту, однако с 2000 года появились модели с пропускной способностью в 10 л/мин, при том сохранившие свои массо-габаритные свойства. В начале XXI века многие производители стали выпускать портативные концентраторы, их скорость составляет обычно не более 2 л/мин, но есть и более редкие модели со скоростью до 6 л/мин.

## Портативные кислородные концентраторы
Достаточно популярны и портативные кислородные концентраторы, которые можно поместить в автомобиль — они получают питание от аккумулятора, или носить с собой как сумку-рюкзак, что даёт полную свободу пользователю для ведения активного образа жизни, они же работают автономно до 7 часов. Так, их стали использовать в каретах скорой помощи и даже в самолётах, в том числе военных, чтобы на большой высоте снабжать пилота и экипаж кислородом, а также перевозить пациентов.
Портативные кислородные концентраторы в основном используют пульс-дозовый режим работы. Кислород при этом подаётся только на стадии вдоха, которая в среднем в два раза короче стадии выдоха. Этот алгоритм позволяет существенно уменьшить размер кислородного концентратора вследствие уменьшения потребной мощности, размера компрессора и других блоков прибора. Вес современных кислородных концентраторов, которые могут достигать потока до 5 литров в минуту, может составлять менее 3 кг.

## Безопасность
Кислородные концентраторы имеют преимущество перед баллонами сжатого кислорода, так как в случаях утечки они не способствуют более быстрому распространению огня и не подвержены взрыву. Именно поэтому их чаще используют в вооружённых силах и бригадах спасателей. Кислородные концентраторы также можно использовать дома в качестве вспомогательного лечения при различных заболеваниях, например, таких как ХОБЛ, Эмфизема легких, Пневмония или других заболеваниях органов дыхания.
Курение пациента при процедуре кислородной терапии может привести к возникновению возгорания в кислородной трубке.

## Устройство кислородных концентраторов
В состав установки кислородного генератора входят: воздушный компрессор, блок подготовки сжатого воздуха для генератора кислорода (фильтры, осушитель сжатого воздуха), генератор кислорода, воздушный и кислородный ресиверы, блок управления. Установки в контейнерах могут быть укомплектованы станциями заправки производимого кислорода в баллоны, которые могут использоваться как резервные источники кислорода.

## Промышленные кислородные концентраторы
В производственных процессах требуются более сильные давления потоков, и специально для этого компанией Air Products был разработан процесс, названный адсорбцией качания вакуума. Он использует один вентилятор низкого давления и клапан, который изменяет поток через вентилятор так, что этап регенерации происходит в вакууме. Промышленные кислородные концентраторы часто доступны в более широком диапазоне мощностей, чем медицинские концентраторы.
Они иногда упоминаются как кислородные генераторы в отраслях кислорода и озона, чтобы избежать путаницы с медицинскими кислородными концентраторами. Различие используется в попытке разъяснить, что промышленные концентраторы кислорода не подходят для использования в медицине. Однако применение термина кислородный генератор является не совсем правильным, так как кислород не производится, а всего лишь концентрируется из воздуха.

## Техническое описание работы кислородного концентратора

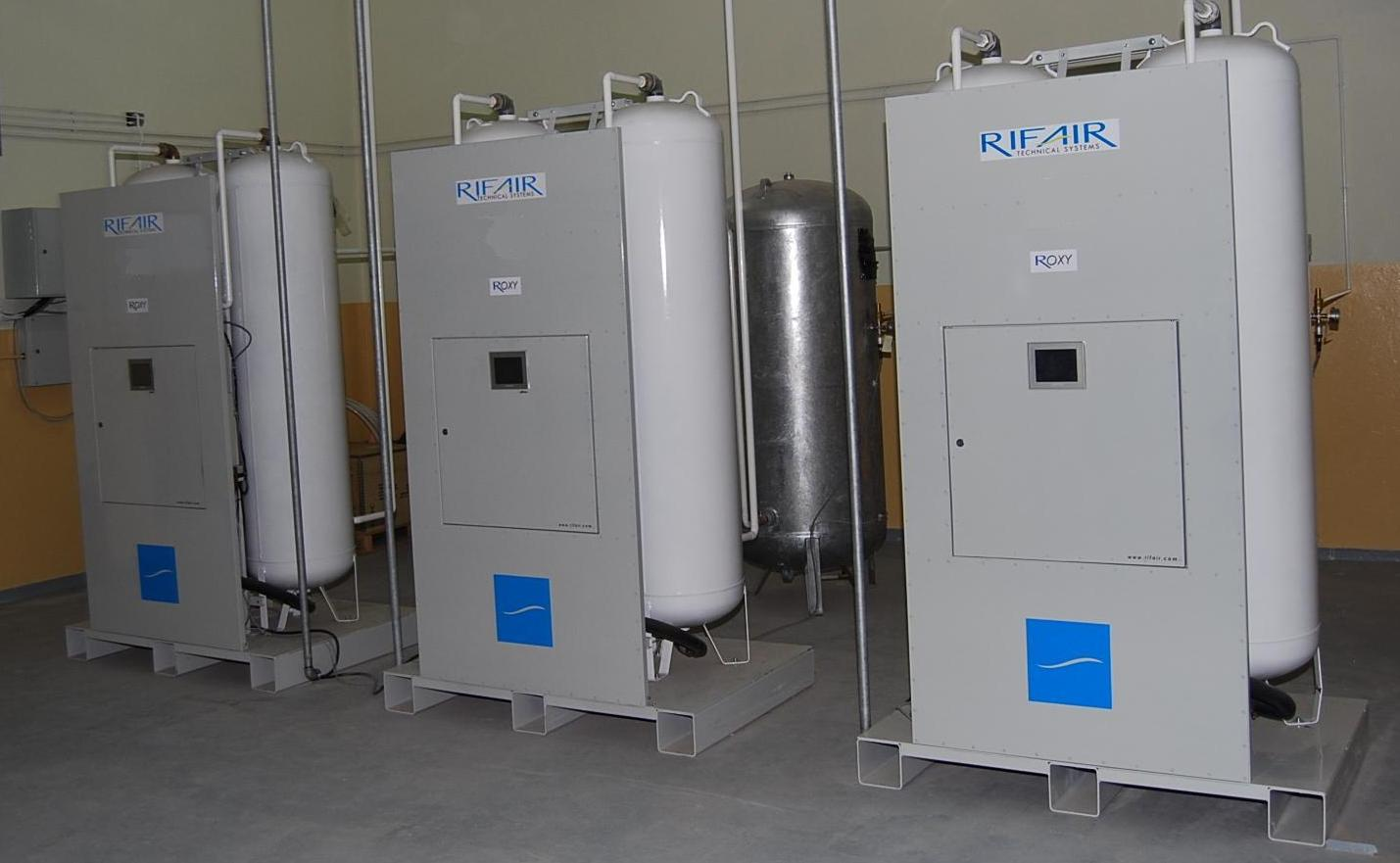
Медицинский кислородный концентратор (Rifair)

Воздух, нагнетаемый безмасляным компрессором, поступает в первую колонку, заполненную цеолитом. Цеолит — это неорганический силикат, являющийся естественным адсорбентом. При атмосферном давлении он прекрасно поглощает влагу, а при создании более высокого давления приобретает способность удерживать азот и другие газы, кроме кислорода. В цеолитовой колонке азот и другие газы адсорбируются, и кислород, проходя через однонаправленный первый клапан, поступает в накопитель. Затем кислород выходит для использования через регулятор потока и увлажнитель. Увлажнитель необходим, если кислородный концентратор используется для дыхания. Небольшое количество кислорода, проходя через отводной канал, поступает во вторую цеолитовую колонку и вместе с десорбированными газами выбрасывается в воздух из открытого клапана. После этого полуцикла процесс зеркально дублируется.

## Крупнейшие производители генераторов кислорода
- ONH Systems [5]